# داغ اوزو
داغ اوزو (به لاتین: Dağ Üzü) یک منطقه مسکونی در جمهوری آذربایجان است که در شهرستان یاردیملی واقع شده‌است. داغ اوزو ۶۹۳ نفر جمعیت دارد.